# Cañón de Garni

Vista panorámica.

El cañón de Garni está situado a 23 km al este de Ereván, Armenia, justo bajo el pueblo homónimo. El cañón está situado bajo el templo de Garni, que data del siglo I d. C.. A ambos lados del cañón hay acantilados con paredes bien conservadas de columnas de basalto, que han surgido debido a la erosión del río Goght. A esta sección del cañón se le conoce popularmente como "Sinfonía de las Piedras." Se puede acceder a esta sección gracias a un camino que comienza en el pueblo de Garni, poco antes de llegar al templo. El camino transcurre también por un puente medieval del siglo XI.

## Galería de imágenes

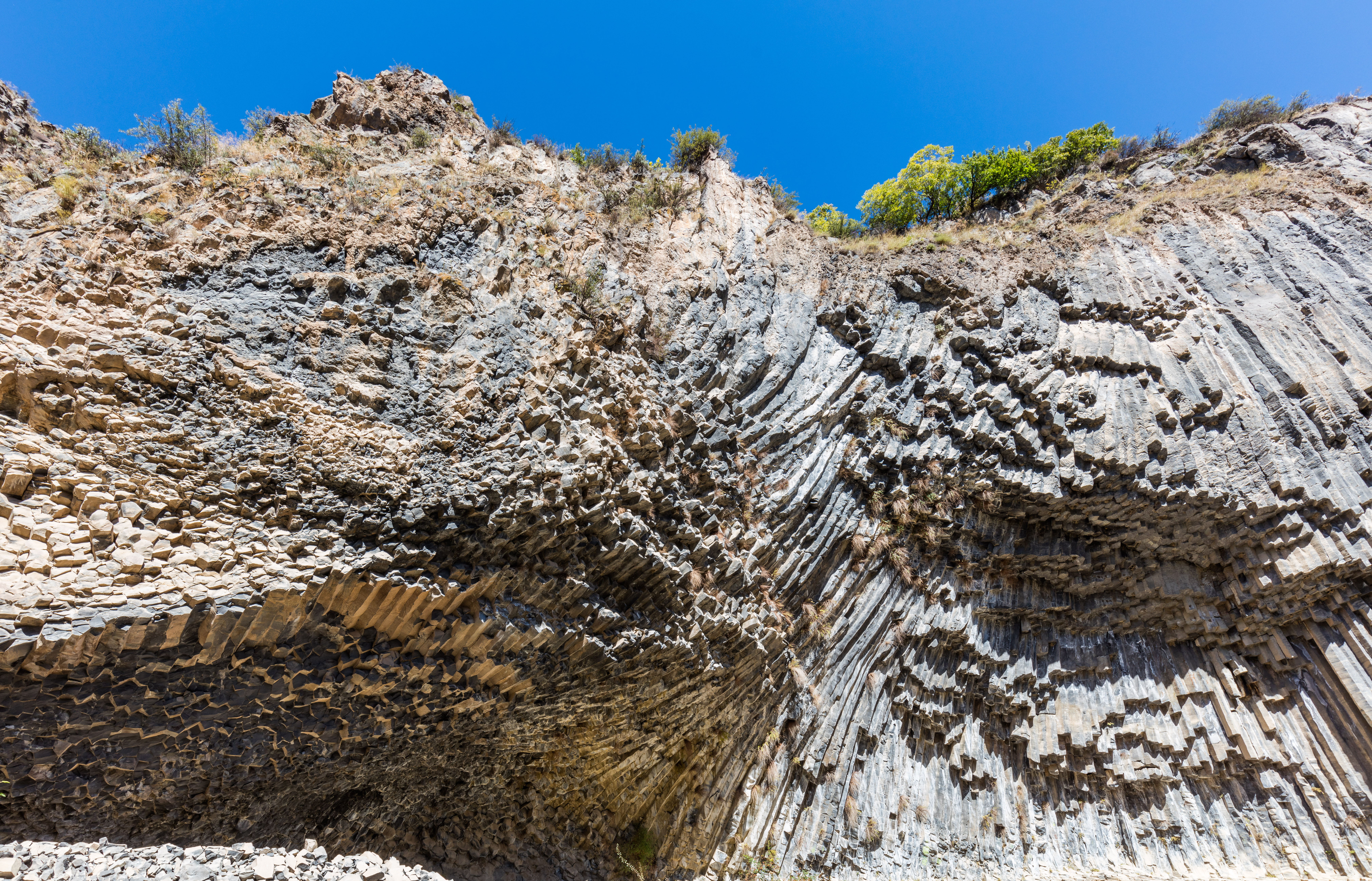
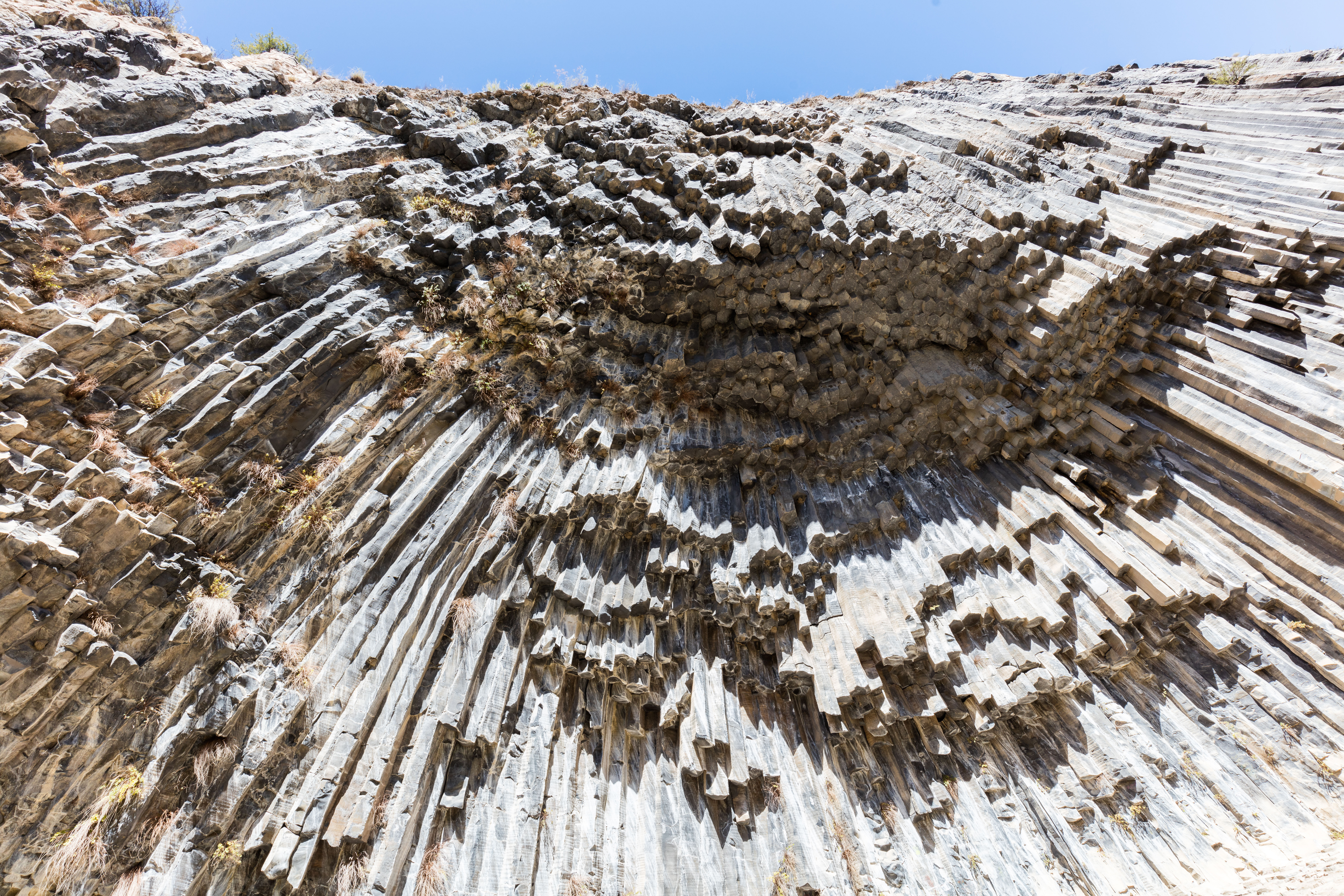
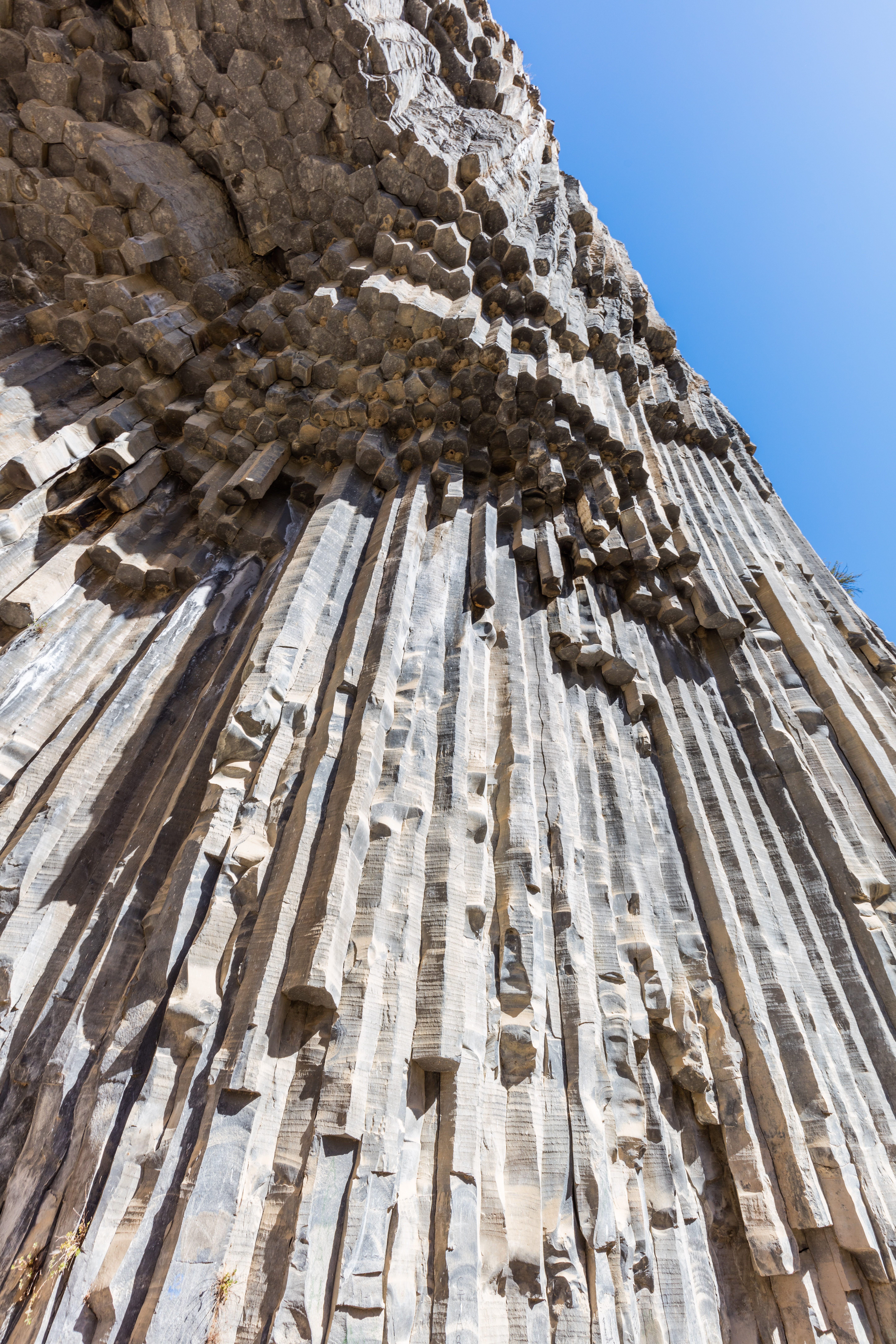
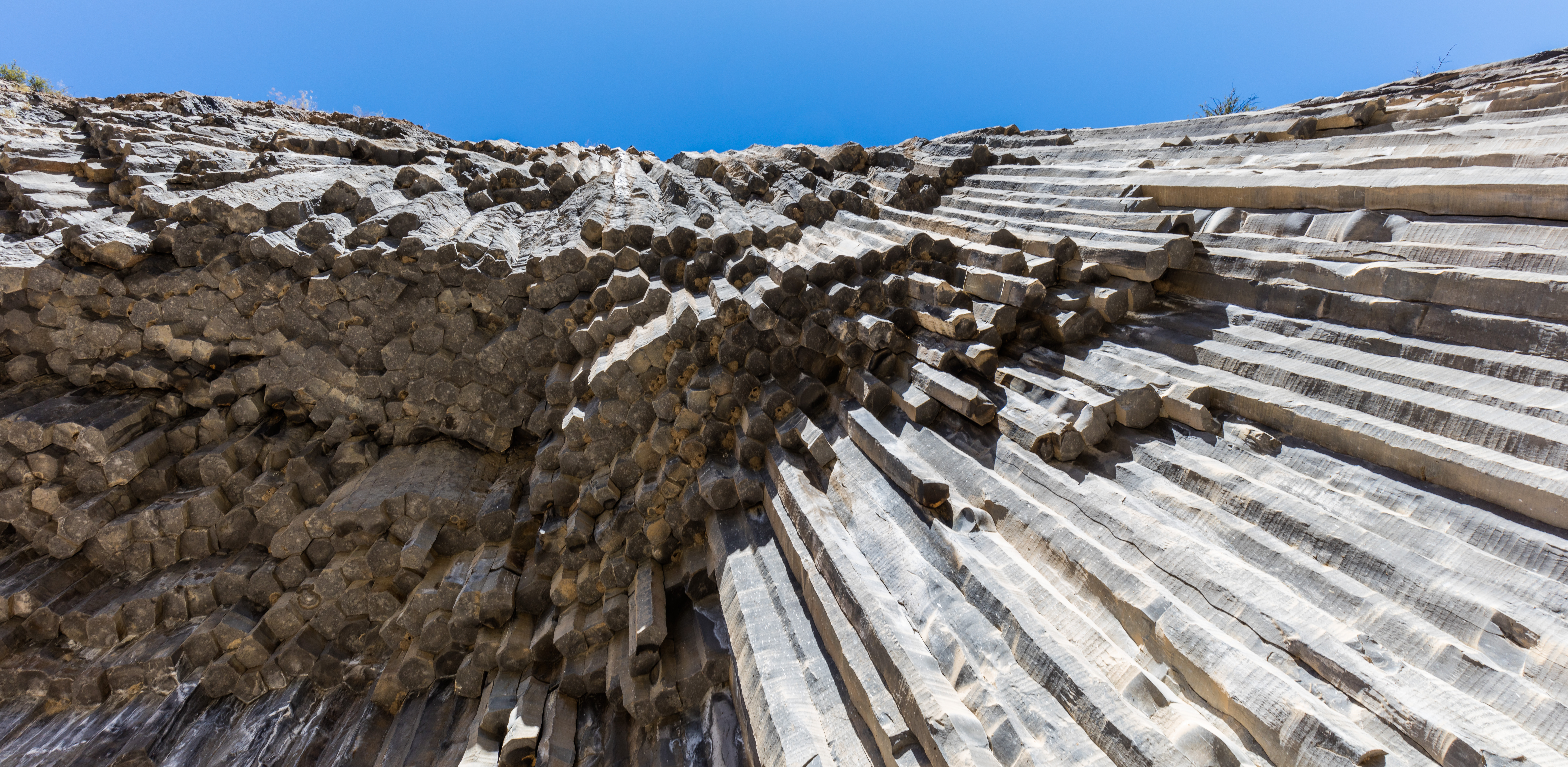
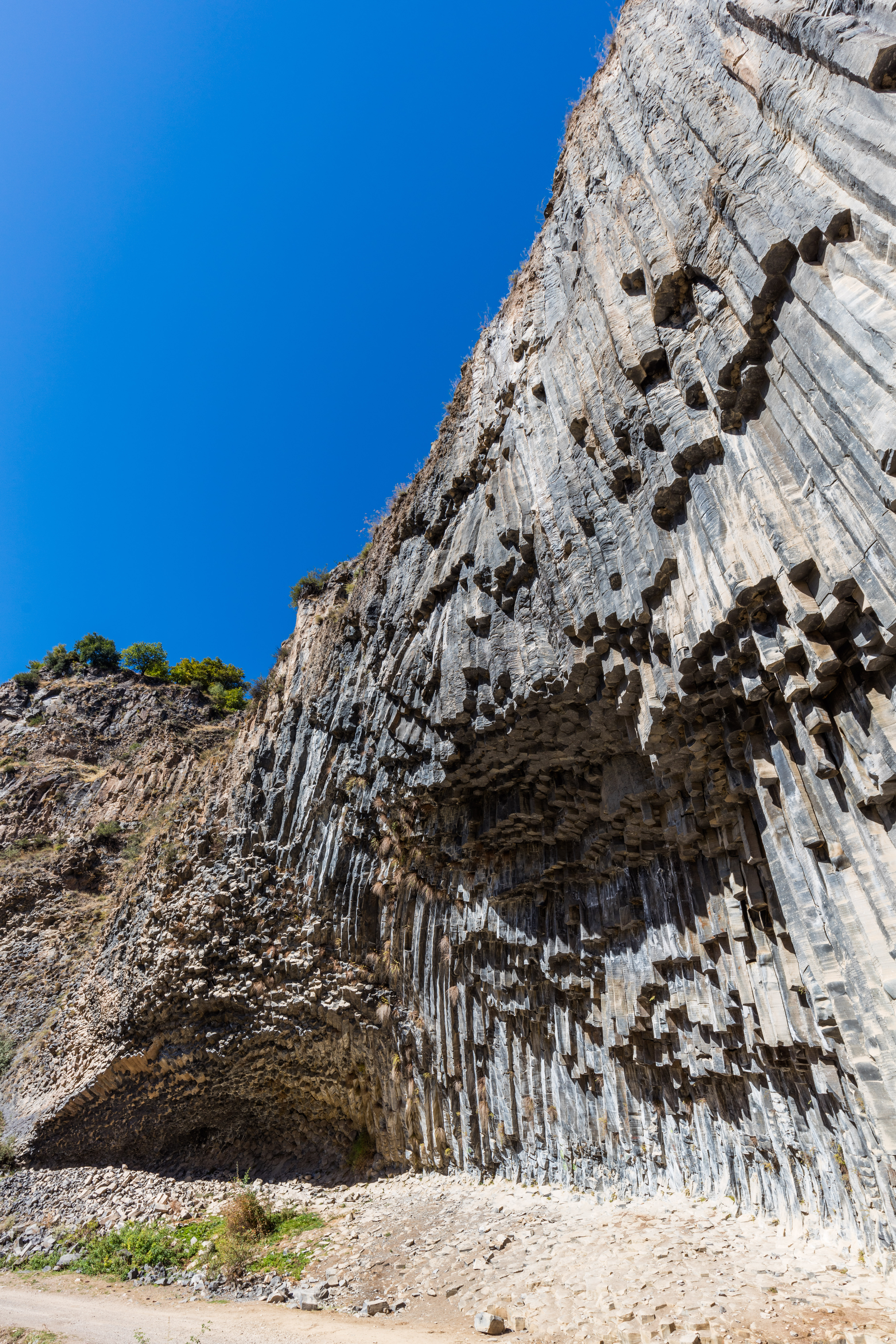
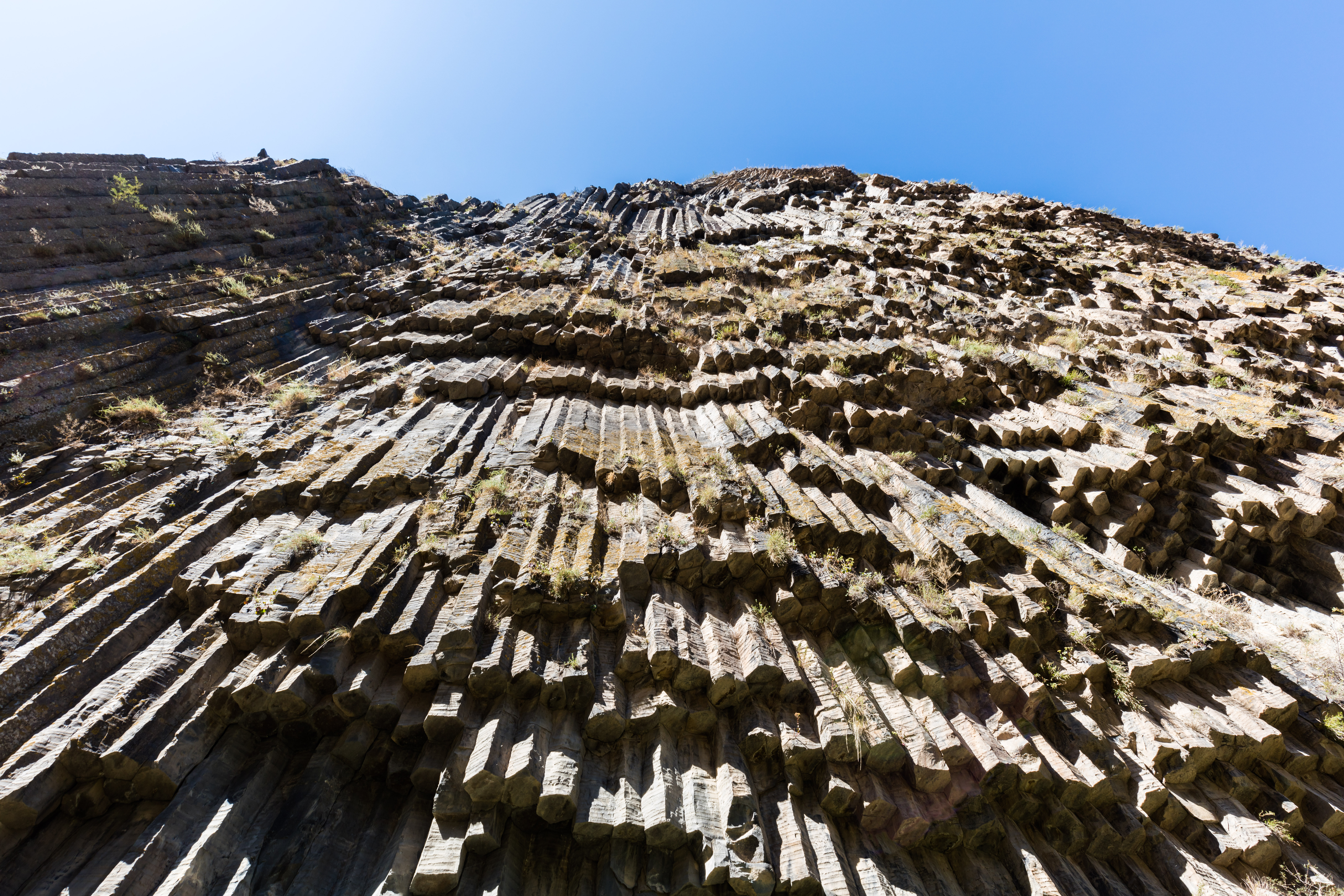
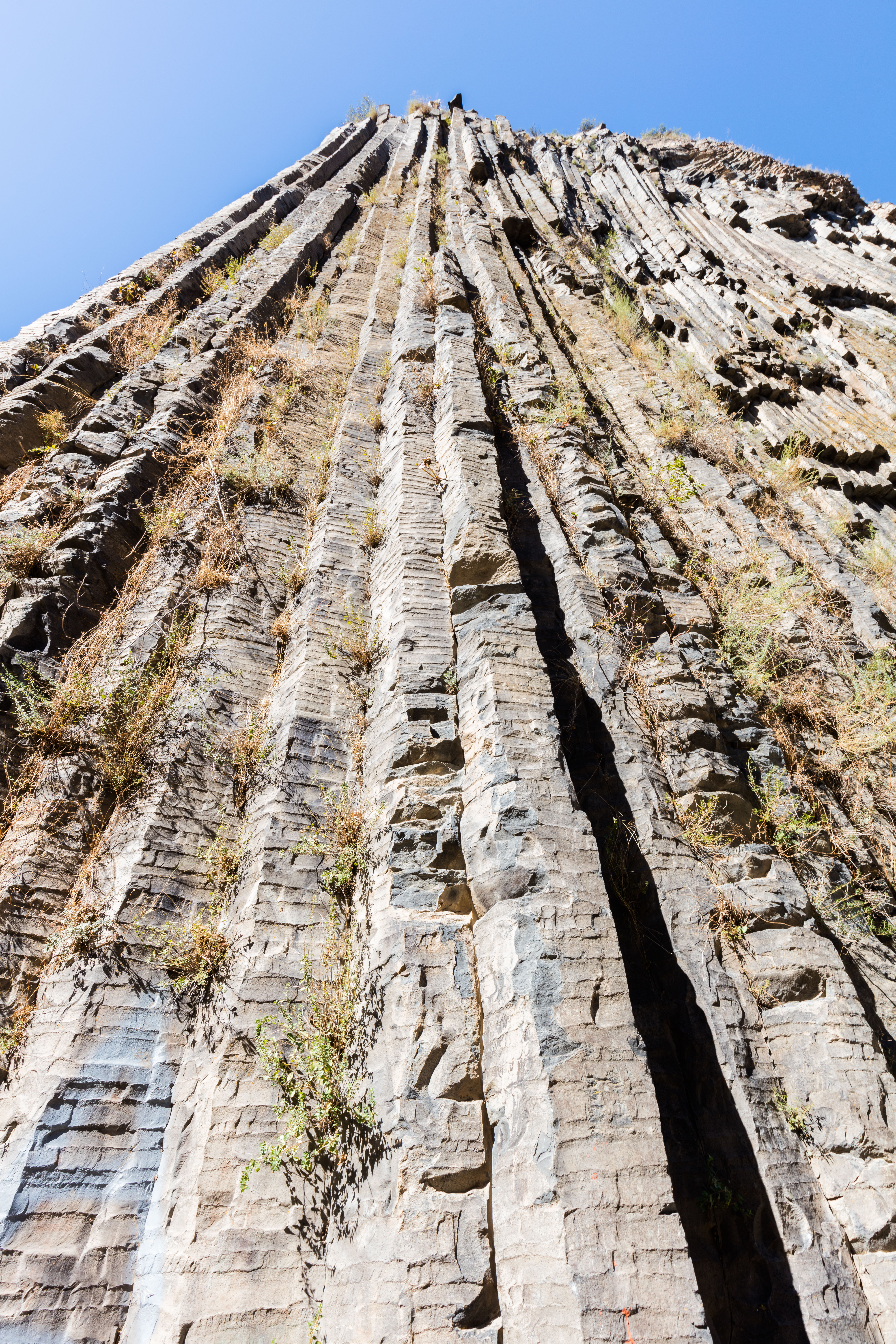
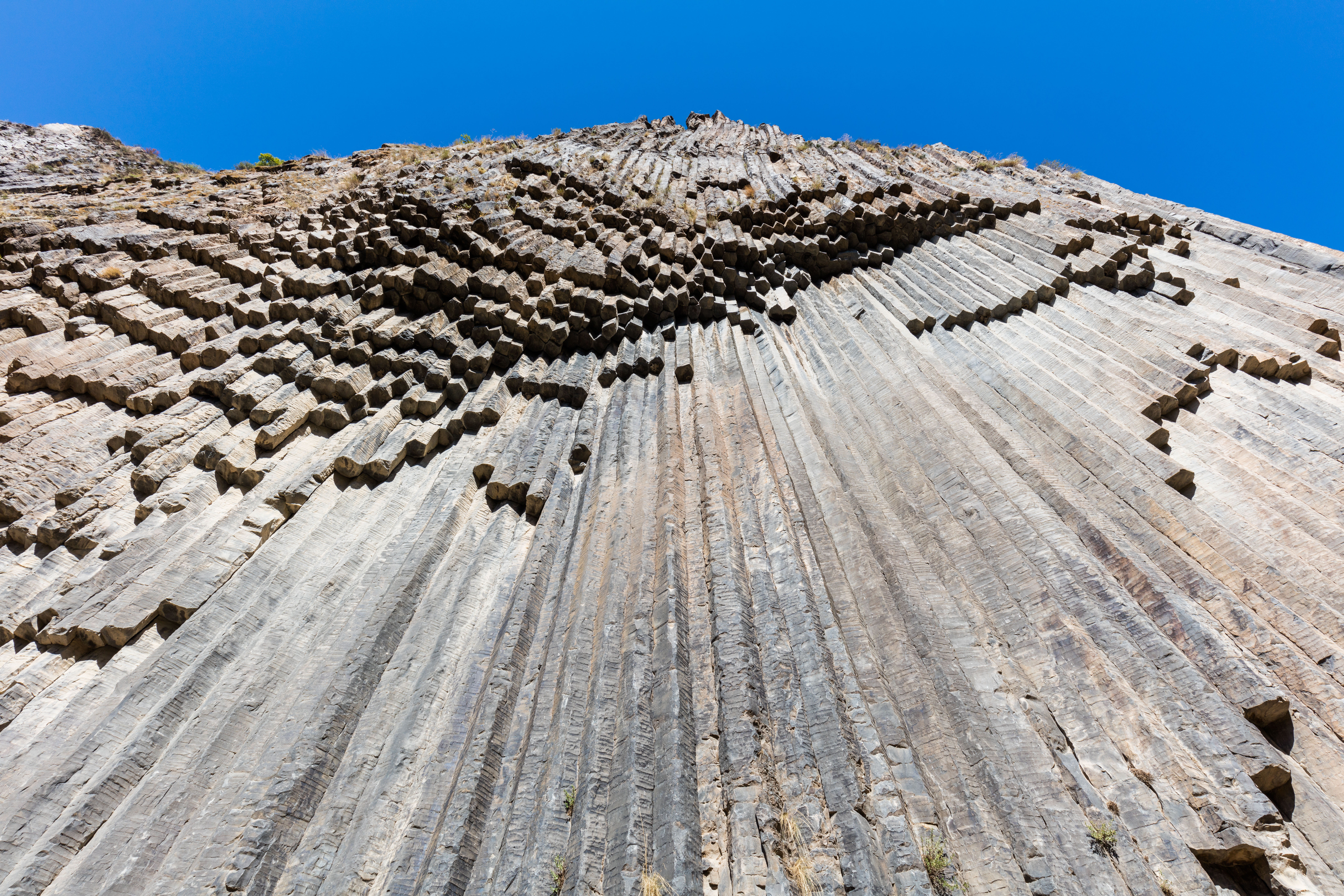
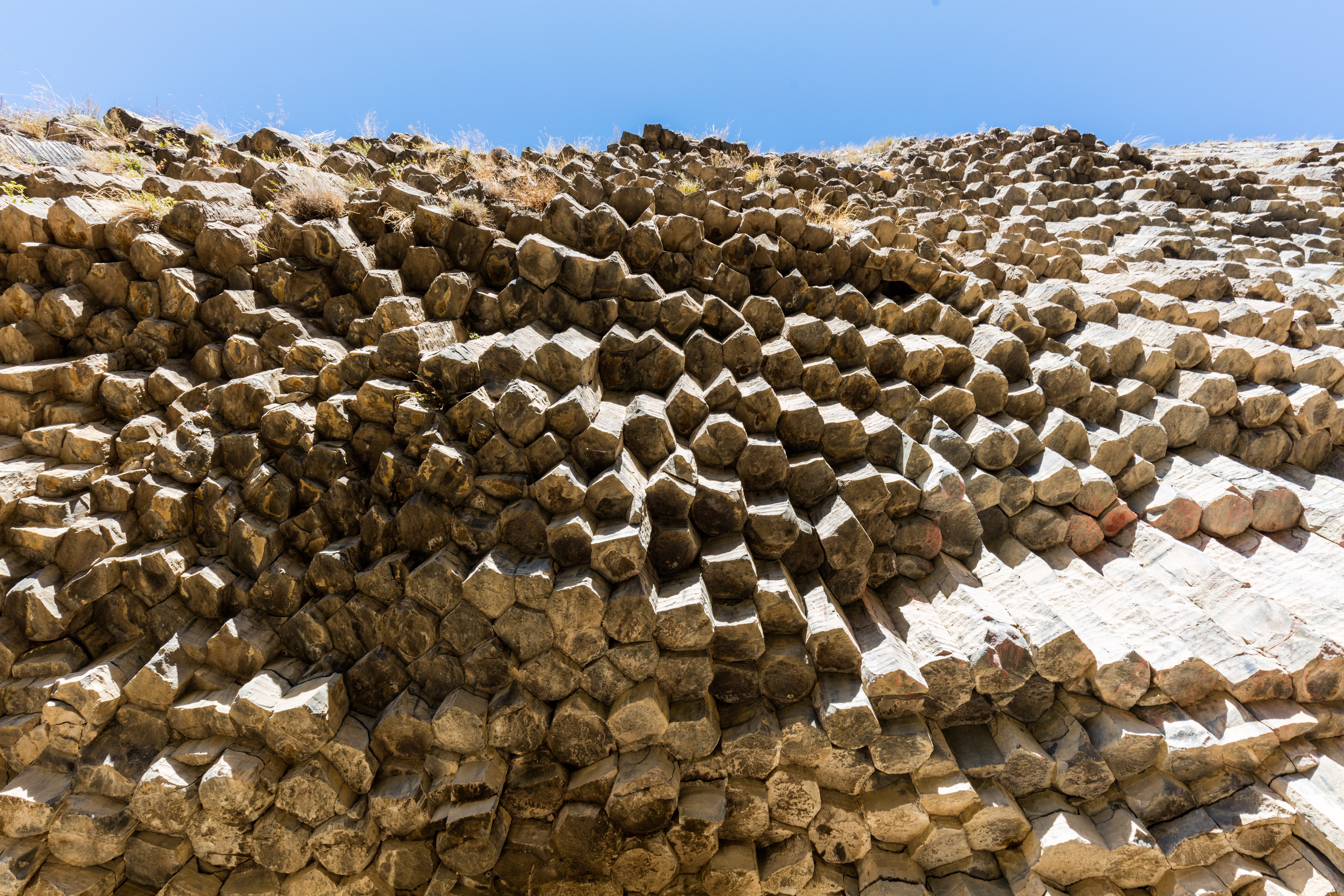
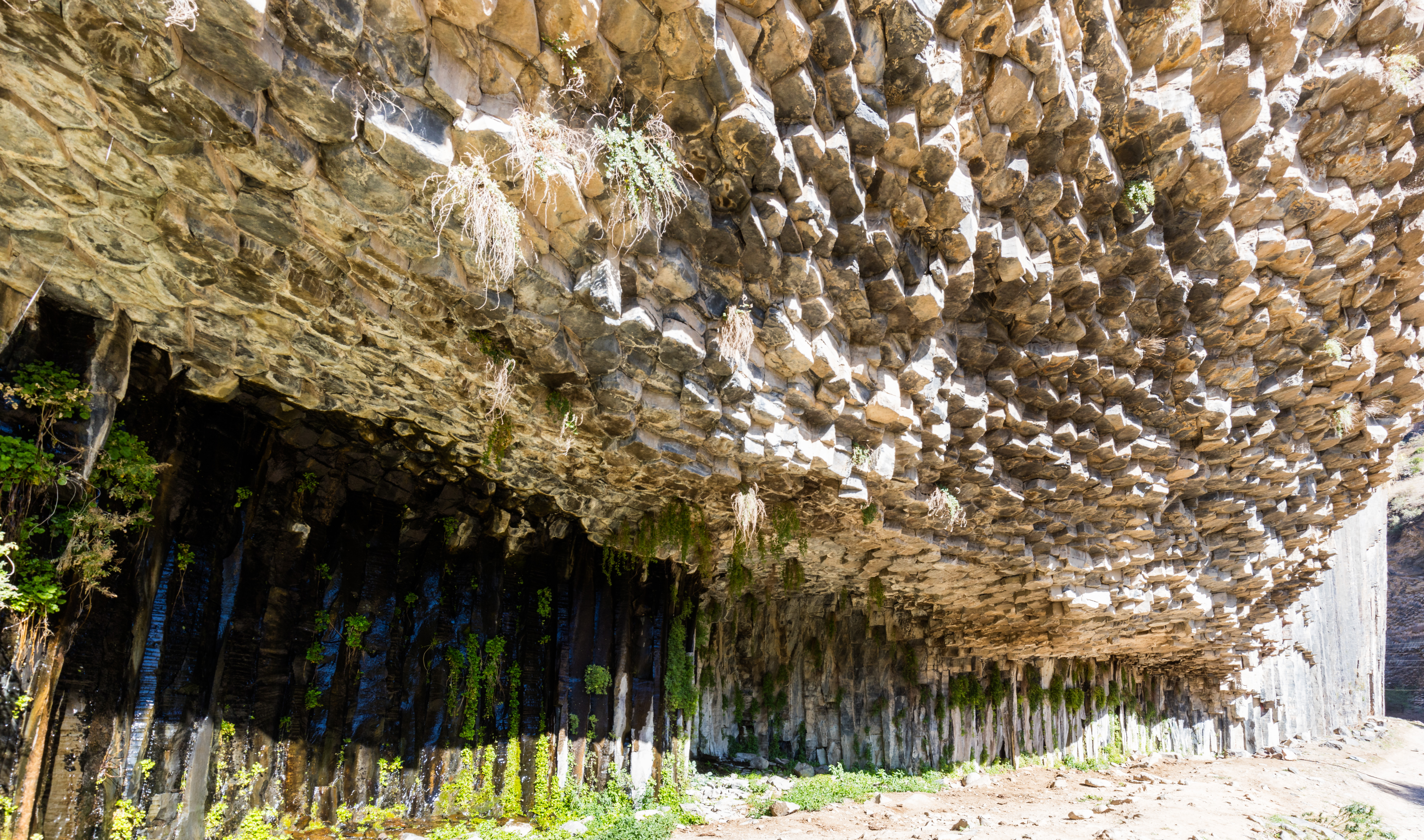